# JWH-019
JWH-019，化学名1-己基-3-(1-萘甲酰基)吲哚（英語：1-hexyl-3-(1-naphthoyl)indole），分子式C
25H
25NO，属于萘甲酰基吲哚类JWH系列大麻素，可作为镇痛药。